# Gorō Kawanami
Gorō Kawanami (jap. 川浪 吾郎, Kawanami Gorō; * 30. April 1991 in Tsukuba, Präfektur Ibaraki) ist ein japanischer Fußballspieler.

## Karriere
Gorō Kawanami erlernte das Fußballspielen in der Jugendmannschaft von Kashiwa Reysol. Hier unterschrieb er 2010 auch seinen ersten Vertrag. Der Verein aus Kashiwa, einer Stadt in der Präfektur Chiba auf Honshū, der Hauptinsel von Japan, spielte in der ersten Liga des Landes, der J1 League. Der Zweitligist FC Gifu aus Gifu lieh ihn von Juni 2011 bis Dezember 2011 aus. Nach der Ausleihe kehrte er Anfang 2012 zu Kashiwa zurück. 2012 gewann er mit dem Klub den Supercup. Die Saison 2013 wurde er an den Zweitligisten Tokushima Vortis nach Tokushima ausgeliehen. Ende 2013 belegte er mit Tokushima den dritten Tabellenplatz und stieg in die erste Liga auf. Nach Ende der Ausleihe wurde er von Vortis Anfang 2014 fest verpflichtet. Nach einem Spiel in der Saison 2014 wechselte er 2015 zum Erstligisten Albirex Niigata nach Niigata. Ende 2017 musste er mit dem Verein den Weg in die Zweitklassigkeit antreten. Bis Ende 2017 stand er sechsmal im Tor von Niigata. Nach dem Abstieg nahm ihn Anfang 2018 der Erstligist Vegalta Sendai aus Sendai unter Vertrag. Hier stand er bis Ende 2020 unter Vertrag. Im Januar 2021 wechselte er ablösefrei zum Erstligisten Sanfrecce Hiroshima. Am 22. Oktober 2022 stand er mit Hiroshima im Endspiel des Japanischen Ligapokals. Hier besiegte man Cerezo Osaka mit 2:1. Am Ende der Saison 2024 wurde er mit Sanfrecce Hiroshima Vizemeister der Liga.

## Erfolge
Kashiwa Reysol
- Japanischer Supercupsieger: 2012

Sanfrecce Hiroshima
- Japanischer Ligapokalsieger: 2022
- Japanischer Vizemeister: 2024